# Departure (альбом Тайо Круса)
Departure — дебютный студийный альбом английского певца и автора песен Тайо Круса. Он был выпущен 17 марта 2008 года. Альбом вошел в чарт альбомов Великобритании под номером 17.

## Фон
Что касается его музыкальных амбиций в отношении альбома, в феврале 2008 года Крус сказал известному британскому R&B писателю Питу Льюису о отмеченном наградами альбоме Blues & Soul: «Я пытался быть разнообразным в своей музыке, не заходя слишком далеко влево и поражать людей случайными вещами, которые они просто не узнают, я бы предпочел, чтобы они сначала узнали меня! Вот почему я дал им что-то, к чему они могут относиться, и что им не будет слишком сложно понять, но в то же время не делая его универсальным. В отличие от американского R&B, который часто очень однообразен, а иногда и немного очевиден, я искренне не думаю, что моя пластинка звучит как чья-либо другая».

## Синглы
Первым синглом был «I Just Wanna Know», выпущенный 6 ноября 2006 года. Он занял 29-е место в британском чарте синглов. Вторым синглом был «Moving On», который был выпущен 10 сентября 2007 года. Цифровая версия для скачивания была выпущена 3 сентября 2007 года. Песня оказалась лучше, чем первый сингл, заняв 26-е место в UK Singles Chart. Третий сингл «Come On Girl» с участием Лучианы был выпущен 3 марта 2008 года и занял 5-е место в UK Singles Chart. Четвёртый сингл «I Can Be» достиг 19-го места в британском чарте синглов от 25 мая 2008 г., основываясь только на продажах загрузок. Он также достиг 23-го места в ирландском чарте синглов, опять же благодаря количеству загрузок. Пятый сингл «She's Like a Star» был выпущен 11 августа 2008 года. Песня заняла 20-е место в британском чарте синглов.

## Оценка
| Оценки критиков | Оценки критиков |
| Источник        | Оценка          |
| --------------- | --------------- |
| BBC             | (favourable)    |
| The Guardian    | [ 2 ]           |
| Time Out London | [ 3 ]           |

The Guardian сказал: «Это проявляется не только в битах и электронной направленности; альбом абсолютно пропитан чудесными струнами лагерного диско. Собственный парящий вокал Круса больше всего напоминает Seal „Never Gonna Get Us“ кажется постоянно на грани перехода в Crazy. Хотя временами ему не хватает низких частот (Крусу следует узнать о достоинствах тяжелой басовой партии), это стильный, изобретательный дебют». BBC отмечает: «Большинство баллад задействуют струнные поверх ритмов R&B, но „Come On Girl“ — это все хрустящее электро. „Fly Away“ начинается с приятного риффа электрогитары, а „I Can Be“ напоминает 80-е. Британский поп-соул действует как Джо Джексон или Fine Young Cannibals.. Тем не менее, Departure — это альбом с гораздо более американским, чем британским звучанием, с голосом Круса, расплывающимся до среднеатлантического шипения». Альбом вошел в чарт альбомов Великобритании под номером 17 с продажами 11 880. В сентябре 2008 года альбом был официально сертифицирован BPI золотым, достигнув более 100 000 продаж.

## Список композиций
Все песни спродюсированы и написаны Тайо Крусом
| №   | Название                           | Длительность |
| --- | ---------------------------------- | ------------ |
| 1.  | «I'll Never Love Again»            | 3:51         |
| 2.  | «I Just Wanna Know»                | 4:00         |
| 3.  | «I Can Be»                         | 3:54         |
| 4.  | «I Don't Wanna Fall in Love»       | 3:24         |
| 5.  | «So Cold»                          | 3:29         |
| 6.  | «Fly Away»                         | 4:05         |
| 7.  | «Driving Me Crazy»                 | 3:16         |
| 8.  | «Moving On»                        | 3:27         |
| 9.  | «Come On Girl» (featuring Luciana) | 3:36         |
| 10. | «Never Gonna Get Us»               | 3:54         |
| 11. | «She's Like a Star»                | 3:39         |
| 12. | «Can't Say Go»                     | 3:23         |

| №   | Название                                 | Длительность |
| --- | ---------------------------------------- | ------------ |
| 13. | «Come On Girl» (Delinquent Mix)          | 4:37         |
| 14. | «Fly Away» (Delinquent Mix)              | 3:57         |
| 15. | «I Can Be» (Delinquent Mix)              | 4:19         |
| 16. | «I Just Wanna Know» (Delinquent Mix)     | 3:11         |
| 17. | «I'll Never Love Again» (Delinquent Mix) | 4:34         |

## Чарты
| Чарт (2008)     | Позиция | Продажи  |
| --------------- | ------- | -------- |
| UK Albums Chart | 17      | 100,000+ |